# Calle de Olaguíbel
La calle de Olaguíbel es una vía pública de la ciudad española de Vitoria.

## Historia y descripción

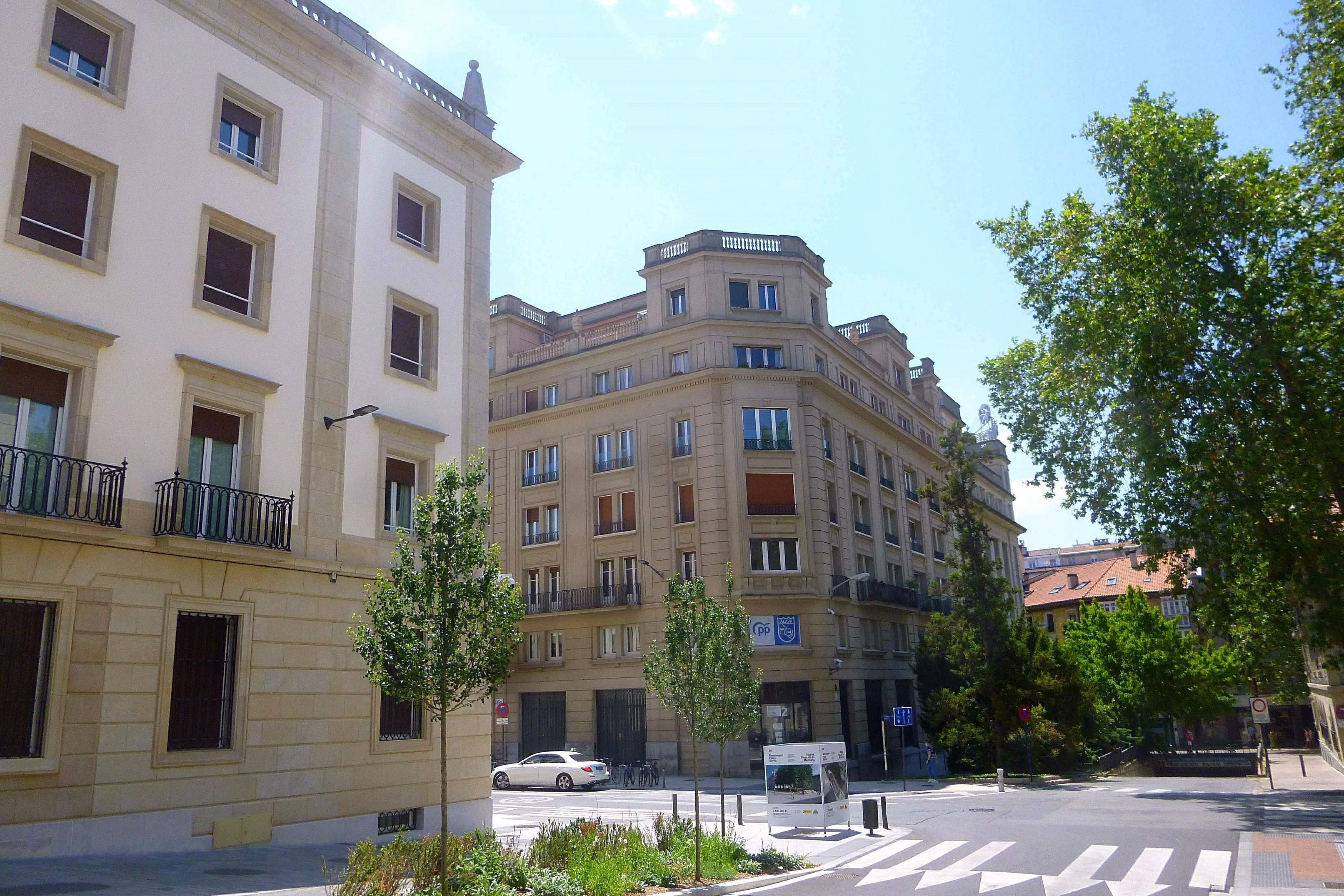
Comienzo de la calle, vista desde donde se encontraba el convento de San Francisco

El nombre que tiene es el primitivo, el que se le dio el 12 de octubre de 1887 en recuerdo del arquitecto vitoriano Justo Antonio de Olaguíbel Quintana (1752-1818), autor de importantes obras como la de la sPlaza Nueva y la solución de Los Arquillos, con la que se logró sortear el desnivel y conectar la ciudad medieval con el Ensanche moderno. La calle, que a comienzos del siglo XX iba desde la del Resbaladero hasta la del Mercado, desde 1926 aglutina también lo que hasta entonces se conoció como camino de Panticosa. Así, en la actualidad llega desde la plaza de la Memoria, prácticamente junto a la plaza de España,  hasta la avenida de Judimendi. Tiene cruces con la de los Fueros, la de la Paz, la de los Herrán, la de Diego Martínez de Álava, la avenida de Nuestra Señora de Estíbaliz y la de José Mardones. En la calle han tenido sede a lo largo de la historia instituciones como Cáritas, Cruz Roja, la Caja de Ahorros Municipal de Vitoria y Radio Vitoria. Al comienzo de la calle, está la comisaría del Cuerpo Nacional de Policía, en lo que fue el edificio del gobernador civil, obra del arquitecto Miguel Mieg. El hospital de Santiago también tiene entrada por esta calle, en el número 29; se encuentra concretamente en el espacio encerrado por la de Olaguíbel, la de la Paz, la avenida de Santiago y la de los Herrán.